# Thawan Thamrongnawasawat

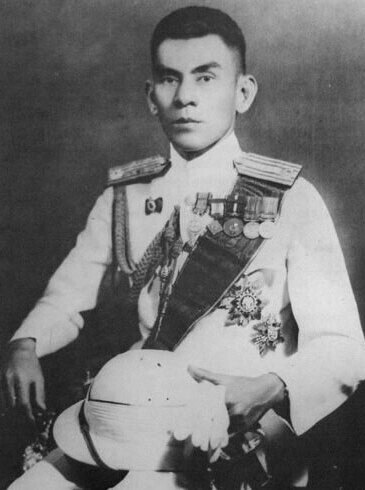
Thawan Thamrongnawasawat

Thawan Thamrongnawasawat (Thai: ถวัลย์ ธำรงนาวาสวัสดิ์, Aussprache: [tʰàwǎn tʰamroŋnaːwaːsàwàt], auch Thawal Thamrong Navaswadhi, kurz Thamrong; * 21. November 1901 in Ayutthaya als Thawan Tharisawat; † 3. Dezember 1988 in Bangkok) war ein thailändischer Marineoffizier (zuletzt Konteradmiral) und Politiker. Von August 1946 bis November 1947 war er Premierminister von Thailand.

## Persönliches Leben und Ausbildung
Thawan wurde als Sohn von Ooh und Ngoen Tharisawat geboren. Er erhielt seine Ausbildung an der Debsirin-Schule und an der Kadettenakademie der thailändischen Marine. Später erhielt er bei der thailändischen Anwaltskammer und bei der Generalanwaltschaft der Marine eine juristische Ausbildung. Nach dem Studienabschluss diente er in der Marine und erhielt als Kapitänleutnant den feudalen Ehrentitel Luang Thamrongnawaswat. Thamrong hatte drei Ehefrauen und sieben Kinder.

## Politische Karriere
Nach seinem Ausscheiden aus dem aktiven Militärdienst war er in der Politik des Landes aktiv. Er war ein Mitglied des Marine-Flügels in der „Volkspartei“ und ein Förderer des Umsturzes von 1932, der den Übergang von der absoluten zur konstitutionellen Monarchie brachte. Während der Regierung von Phraya Phahon Phonphayuhasena wurde er 1933 Kabinettsminister ohne Geschäftsbereich. Während der Jahre 1935 bis 1938 war er Innenminister. Der folgenden Regierung unter Feldmarschall Plaek Phibunsongkhram gehörte er von 1938 bis 1944 als Justizminister an. 1940 leitete er diplomatische Sondermissionen der Regierung nach Birma, Indien und Australien. 1942 gehörte er der Delegation zu Regierungsgesprächen mit Japan an. Nach der Abschaffung der feudalen Titel und Ränge 1942 legte er seinen Luang-Titel ab und nahm wieder seinen bürgerlichen Vornamen Thawan an.
Thawan war ein Vertrauter des linksliberalen Politikers Pridi Phanomyong. Er gehörte während des Zweiten Weltkriegs der von diesem geführten Seri-Thai-Bewegung an, die Widerstand gegen die Besatzung durch die Japaner und die Kollaboration mit diesen leistete. Nach Kriegsende war er 1946 Justizminister in Pridis Regierung. Er gründete die Verfassungsfront, eine liberale Partei, die den Ministerpräsidenten unterstützte. Nach dem ungeklärten Tod des jungen Königs Ananda Mahidol und Gerüchten seiner angeblichen Verwicklung trat Pridi, offiziell aufgrund Erschöpfung, zurück.
Am 23. August 1946 wurde Thawan als sein Nachfolger zum Premierminister ernannt. Die wirtschaftliche Lage des Landes nach dem Zweiten Weltkrieg war ausgesprochen schlecht und das Land drohte zusammenzubrechen. Die oberste Priorität seiner Regierungstätigkeit lag daher darin, die Wirtschaftskraft zu stärken. So entwickelte er das Konzept der Food Organization, um die Preise für Nahrungsmittel in den Griff zu bekommen. Die öffentlichen Mittel erhöhte er durch den Verkauf von Gold aus dem Staatsschatz. Die thailändische Presse belegte ihn mit dem Spitznamen Lin Thong („Goldzunge“). Der spiegelte einerseits seine Redegewandtheit und sein kultiviertes Auftreten, andererseits aber auch seinen schönrednerischen Umgang mit Korruptionsvorwürfen gegen Mitglieder seiner Regierung wider.
Während Thawans Regierungszeit wurde Thailand (damals Siam) am 16. Dezember 1946 Mitglied der Vereinten Nationen. Im Gegenzug musste es die infolge des Französisch-Thailändischen Kriegs 1940/41 gewonnenen Gebiete in Kambodscha und Laos an die Union française abgeben, um ein französisches Veto im Sicherheitsrat abzuwenden.
Am 8. November 1947 erfolgte ein Staatsstreich unter Generalleutnant Phin Choonhavan und Oberst Kat Katsongkhram, der ihn zum Rücktritt zwang. Thawan musste anschließend vorübergehend ins Exil nach Hongkong gehen. Nach seiner Rückkehr beteiligte er sich nicht mehr am politischen Leben, sondern betätigte sich als Geschäftsmann.
Thawan starb am 3. Dezember 1988 in Bangkok.